# Allel
En allel er en bestemt udgave af et gen, som findes på et bestemt sted i et kromosom. Når allelerne fra begge forældre sidder på samme sted på hvert af de to homologe kromosomer, danner de tilsammen genotypen for individet.
Har et individ to gange samme allel, så er det homozygot med hensyn til denne allel. Har individet to forskellige alleler, så er det heterozygot.

## Dominans og Recessivitet
Alleler kan være dominante eller vigende/recessive. Et heterozygot individ har den samme fænotype som homozygoten af den dominante allel. Den vigende allels fænotype kommer kun til udtryk, hvis individet har to gange af den vigende allel. Recessive alleler har skjult nedarvning. Hvis begge forældre er heterozygote, så vil de begge have den dominante fænotype, men deres afkom kan godt være homozygote for den recessive allel, og de vil derfor udvise den recessive fænotype. Mange sygdomsalleler er recessive. Et individ, som er heterozygote, så det (skjult) har den recessive sygdomsallel, kaldes en bærer for sygdommen.

### Eksempel: Øjenfarve
For eksempel i mennesker er genet for øjenfarve en vigende allel {\displaystyle b}, der giver blå øjne, når den er homozygot, og en dominant allel {\displaystyle B}, der giver brune øjne. Der er tre mulige genotyper med hensyn til dette gen: Den homozygote genotype {\displaystyle BB} giver brune øjne, den heterozygote genotype {\displaystyle Bb} giver brune øjne, da {\displaystyle B} dominerer i forhold til {\displaystyle b}, og {\displaystyle bb} giver blå øjne.
Denne forklaring af nedarvning af øjenfarve er forenklet. Øjenfarven ikke entydigt bestemt af et enkelt gen.

## Kodominante Alleler
Alleler kan være kodominante. Et individ, som har to forskellige, kodominante alleler, vil have de fænotypiske egenskaber svarende til begge alleler.

### Eksempel: AB0 Blodtypen
Et menneskes AB0-blodtype bestemmes af, om visse sukkermolekyler findes eller ikke findes på overfladen af de røde blodlegemer. Sukkermolekylerne forårsager en immunreaktion, hvis en person, som ikke har det givne sukkermolekyle, får en transfusion med blod, som har vedkommende sukkermolekyle. Der er to typer af disse sukkermolekyler, A- og B-antigenet.
Der findes fire blodtyper i AB0-systemet: 0, hvor begge antigener er fraværende. A-antigenet er tilstede i blod af A- og AB-blodtyperne. B-antigenet er tilstede i blod af B- og AB-blodtyperne. Der er tre alleler i det gen, som bestemmer AB0-blodtypen: {\displaystyle i}-allelen giver ingen af antigenerne, {\displaystyle I_{A}} giver A-antigenet, og {\displaystyle I_{B}} giver B-antigenet.
Således giver genotypen {\displaystyle ii} blodtypen 0, {\displaystyle I_{A}i} og {\displaystyle I_{A}I_{A}} giver blodtypen A, {\displaystyle I_{B}i} og {\displaystyle I_{B}I_{B}} giver blodtypen B, og genotypen {\displaystyle I_{A}I_{B}} giver den sjældneste af AB0-blodtyperne, AB. Derfor er {\displaystyle I_{A}}- og {\displaystyle I_{B}}-allelerne dominante i forhold til {\displaystyle i}-allelen, {\displaystyle I_{A}} og {\displaystyle I_{B}} er kodominante i forhold til hinanden, og {\displaystyle i}-allelen er recessiv i forhold til både {\displaystyle I_{A}} og {\displaystyle I_{B}}.

## Intermediær dominans
Hvis den heterozygote genotype har en fænotype, som er kvalitativt anderledes end dem, som de homozygote genotyper har, så er der tale om intermediær dominans.